# Svastra nitida
Svastra nitida är en biart som först beskrevs av Laberge 1956.  Svastra nitida ingår i släktet Svastra och familjen långtungebin. Inga underarter finns listade i Catalogue of Life.